# Xuất bản phẩm định kỳ

Trang bìa tập san học thuật PLOS Biology xuất bản hàng tháng (nguyệt tập san).

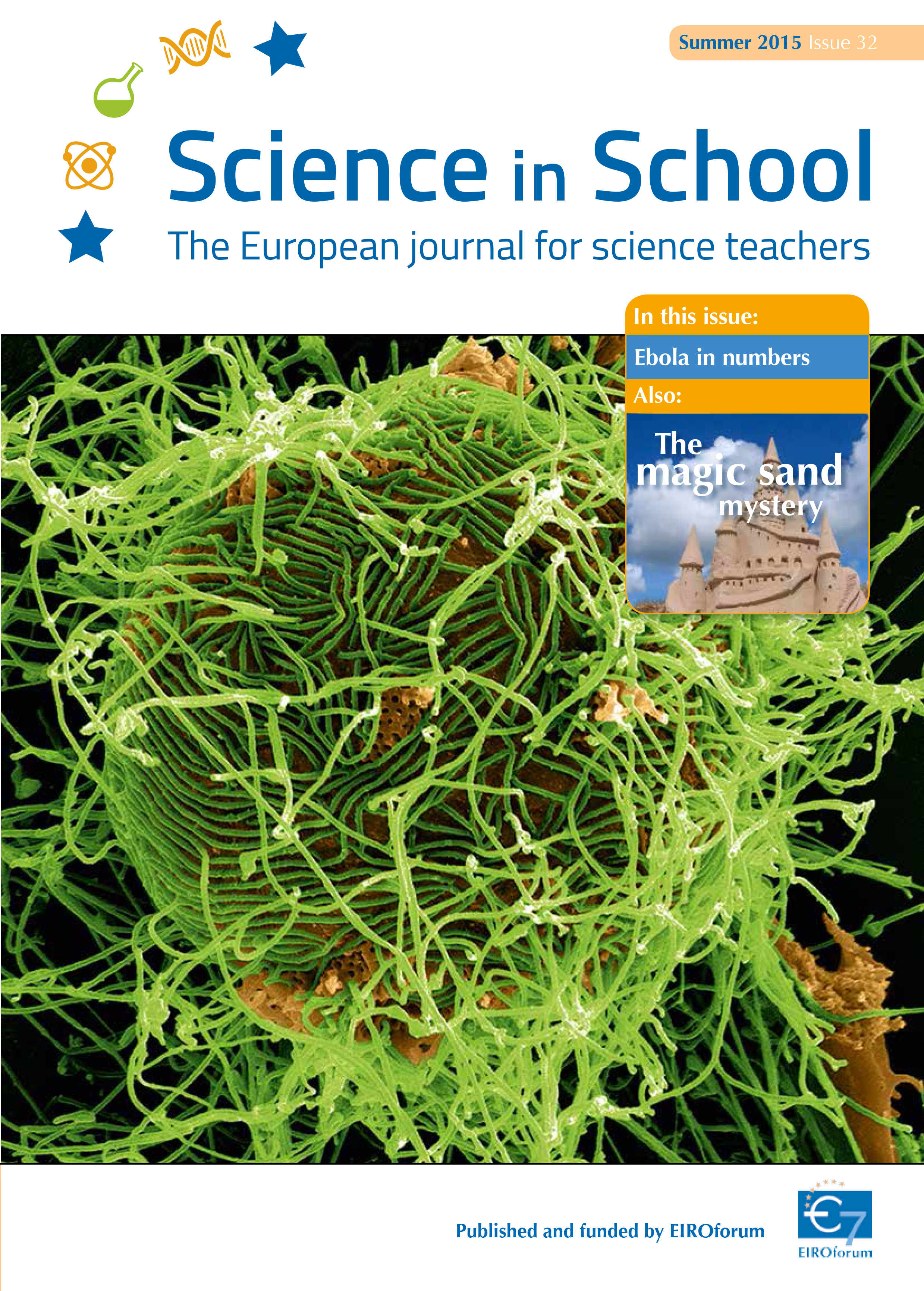
Trang bìa tạp chí khoa học phổ thông Science in School xuất bản hàng quý (quý san).

Xuất bản phẩm định kỳ hay tài liệu xuất bản định kỳ là loại xuất bản phẩm (đa số là ấn phẩm) có các bản mới được phát hành theo lịch trình đều đặn. Các ví dụ quen thuộc nhất về xuất bản phẩm định kỳ là báo viết (báo ngày, báo tuần) hoặc tạp chí (thường xuất bản theo tuần, theo tháng hoặc theo quý). Bên cạnh đó còn có những xuất bản phẩm khác như bản tin, tạp chí văn học, tập san học thuật (bao gồm tập san khoa học), tạp chí khoa học phổ thông và niên giám.

## Quyển và Kỳ
Điển hình trong đó là những xuất bản phẩm được phát hành và trích dẫn theo "Quyển" và "Kỳ". "Quyển" (Volume), đôi khi còn gọi là "Tập", thường để chỉ số năm thứ mấy mà xuất bản phẩm đó đã lưu hành, trong khi "Kỳ" (Issue) hay "Số" (Number) là để chỉ số lần thứ mấy mà xuất bản phẩm đó được phát hành trong năm. Ví dụ, xuất bản phẩm tháng 4 năm 2013 của một nguyệt san được xuất bản lần đầu năm 2011 sẽ được liệt kê là "Quyển 3, Kỳ 4". Số La Mã đôi khi được dùng để ghi số Quyển. Lưu ý, "Kỳ" cũng được gọi là "Niên kỳ" để phân biệt với "Tổng kỳ". Tổng kỳ là tổng số tất cả các kỳ tính từ lần phát hành đầu tiên. Như trong ví dụ trên, số Tổng kỳ sẽ là 12×2+4=28.
Một số tạp chí nghiên cứu ở Việt Nam dùng cả niên kỳ và tổng kỳ, không có "quyển", ví dụ Tạp chí Nghiên cứu Tôn giáo tập 153 số 3 (năm 2016) có niên kỳ là 3 và tổng kỳ là 153.

## Phổ thông và học thuật
Có thể phân xuất bản phẩm định kỳ làm hai loại: phổ thông (đại chúng) và học thuật (hàn lâm). Xuất bản phẩm định kỳ loại phổ thông bao gồm tạp chí và báo. Xuất bản phẩm định kỳ loại học thuật (tập san) có trong thư viện và cơ sở dữ liệu. Các tạp chí chuyên ngành cũng là loại xuất bản phẩm định kỳ, được viết cho đối tượng độc giả chuyên nghiệp trong lĩnh vực nào đó. Vào đầu thập niên 1990, chỉ tính riêng ở Hoa Kỳ đã có hơn 6.000 xuất bản phẩm thương mại, kỹ thuật, học thuật, khoa học và thương mại.

## Không có dự định so với xuất bản từng phần
Những ví dụ trên đây dựa trên giả định về vòng tuần hoàn liên tục của các xuất bản phẩm: chúng không được dự định kết thúc sau một số lượng các kỳ đã xác định trước. Trái lại, một cuốn tiểu thuyết có thể được xuất bản từng phần theo từng tháng. Phương pháp này gọi là xuất bản từng phần, đặc biệt khi mỗi phần tới từ một tác phẩm hoàn chỉnh, hoặc khi mỗi phần tới từ một chuỗi nối tiếp ví dụ như truyện tranh. Loại hình này nở rộ trong suốt thế kỷ 19 và không chỉ giới hạn cho các tác phẩm hư cấu.

## Mã tiêu chuẩn
Xuất bản phẩm định kỳ cũng như xuất bản phẩm nhiều kỳ nói chung được nhận dạng bằng ISSN (Mã số Tiêu chuẩn Quốc tế cho Xuất bản phẩm nhiều kỳ), tương tự như ISBN cho sách.